# JoJo's Bizarre Adventure (anime)
JoJo's Bizarre Adventure (en japonés: ジョジョの奇妙な冒険, Hepburn: JoJo no Kimyō na Bōken), también conocida como JoJo's Bizarre Adventure: The Animation, es una serie de televisión de anime japonesa producida por David Production. Una adaptación de la serie de manga japonesa del mismo nombre de Hirohiko Araki, la serie se centra en las misteriosas aventuras de la familia Joestar a través de generaciones, desde finales del siglo XIX hasta los tiempos modernos. La serie se transmitió por primera vez en Tokyo MX antes de ingresar a la sindicación en 4 estaciones de JNN, BS11 y Animax.
La primera temporada, adaptando las dos primeras partes, Phantom Blood y Battle Tendency, se emitió en Japón entre octubre de 2012 y abril de 2013. La serie es distribuida en Norteamérica por Warner Bros. Home Entertainment y Viz Media, con la primera manejando la serie en DVD y este último manejando la serie en Blu-Ray y los derechos de comercialización. En los Estados Unidos, se emitió en el bloque de programación Toonami de Adult Swim a partir de octubre de 2016.
Una segunda temporada que adapta la tercera parte del manga, Stardust Crusaders, se emitió entre abril y septiembre de 2014, y una segunda parte se emitió entre enero y junio de 2015. Una tercera temporada que cubre la cuarta parte, Diamond Is Unbreakable, se emitió de abril a diciembre de 2016. Una cuarta temporada que cubre la quinta parte, Golden Wind, se emitió de octubre de 2018 a julio de 2019. Se ha anunciado una quinta temporada que cubre la sexta parte, Stone Ocean, y comenzará a transmitirse en todo el mundo en Netflix el 1 de diciembre de 2021.

## Premisa
JoJo's Bizarre Adventure cuenta la historia de la familia Joestar, una familia cuyos miembros descubren que están destinados a acabar con enemigos sobrenaturales usando los poderes que poseen. La historia se divide en partes únicas, cada una siguiendo a un miembro de la familia Joestar, que normalmente tiene nombres que pueden abreviarse al titular «JoJo».

## Lanzamiento
El 5 de julio de 2012, en una conferencia de prensa que celebraba el vigesimoquinto aniversario de JoJo's Bizarre Adventure y promocionaba la próxima exhibición de arte en ese entonces de Hirohiko Araki, Araki y su gente anunciaron que una adaptación al anime de JoJo's Bizarre Adventure estaba en producción y se estrenaría en octubre de 2012. En agosto de 2012, se anunció que la serie sería producida por David Production. La primera temporada de JoJo's Bizarre Adventure cubrió las dos primeras partes del manga, Phantom Blood y Battle Tendency. Se emitió durante 26 episodios en Tokyo MX entre el 6 de octubre de 2012 y el 6 de abril de 2013.
Aunque se hizo un adelanto en las escenas posteriores a los créditos del final de la primera temporada, la segunda temporada de la serie de anime, que cubría la tercera parte del manga, Stardust Crusaders, se anunció oficialmente en la edición número 47 de Weekly Shōnen Jump y en el quinto volumen de tankōbon de JoJolion en octubre de 2013. Fue transmitido por Tokyo MX en dos partes para un total de 48 episodios; el primero del 5 de abril al 13 de septiembre de 2014, y el segundo del 10 de enero al 20 de junio de 2015. La transmisión japonesa censuró escenas de personajes menores de edad fumando superponiendo sombras negras sobre ellos.
En octubre de 2015, en el evento «Last Crusaders» para Stardust Crusaders, se anunció una tercera temporada y adaptación de la cuarta parte del manga, Diamond Is Unbreakable. Se estrenó el 1 de abril de 2016 y finalizó el 23 de diciembre de 2016. Un OVA que adapta los derivados del manga Así habló Kishibe Rohan había sido dado a personas que habían comprado los trece volúmenes japoneses en DVD o Blu-Ray de la serie de anime Diamond Is Unbreakable.
El 21 de junio de 2018, en la exposición de arte «Ripples of Adventure», se anunció una cuarta temporada y adaptación de la quinta parte del manga, Golden Wind. El piloto debutó en Anime Expo el 6 de julio de 2018, y se emitió formalmente del 5 de octubre de 2018 al 28 de julio de 2019 en Tokyo MX.
El 4 de abril de 2021, en el JOESTAR The Inherited Soul, que contó con el elenco de personajes principales de cada parte de la serie, se anunció una quinta temporada y adaptación de la sexta parte del manga, Stone Ocean.
Con el estreno en 2014 de Stardust Crusaders, el sitio web estadounidense Crunchyroll comenzó a transmitir la serie de anime para los espectadores fuera de Japón una hora después de su emisión en Japón. Warner Bros. Home Entertainment lanzó las Partes 1 y 2 en un DVD el 22 de septiembre de 2015, con un doblaje en inglés. En julio de 2016, Viz Media anunció que adquirió los derechos de Blu-Ray de la serie y la lanzó con un doblaje en inglés en julio de 2017. El 15 de octubre de 2016, el bloque de cable estadounidense Adult Swim comenzó a transmitir el anime en su bloque Toonami. El 26 de abril de 2021, Netflix lanzó en Latinoamérica la primera temporada con un doblaje en castellano.

## Recepción
En los Premios CEDEC 2013, la secuencia de apertura del anime ganó en la división de Artes Visuales. El primer lanzamiento en DVD del anime televisivo fue el cuarto DVD de animación más vendido en Japón durante la semana del 28 de enero al 3 de febrero de 2013, con 4,510 copias vendidas. Su versión en Blu-Ray fue el cuarto Blu-Ray de animación más vendido esa misma semana, con 14,860 copias vendidas. El segundo volumen ocupó el sexto lugar tanto en DVD de animación como en Blu-Ray para la semana del 18 al 24 de febrero, con 2,764 y 12,501 copias vendidas respectivamente. El tercer volumen del anime fue el sexto DVD de animación más vendido, con 2,994 copias vendidas, y el segundo Blu-Ray de animación más vendido, con 13.536 copias vendidas, durante la semana del 25 al 31 de marzo.